# Faroa duvigneaudii
Faroa duvigneaudii là một loài thực vật có hoa trong họ Long đởm. Loài này được Lambinon mô tả khoa học đầu tiên năm 1959.